# Kósa (filozófia)
A kósa (szanszkrit: कोश, IAST: kośa) sokjelentésű szó, többek közt a jelentése: burok, befedettség. Az ind filozófiában és ájurvédikus gyógyászatban használt fogalom. Írott formában a Védák utolsó kötetében, a Védántában fordul elő először. Ennek értelmezői úgy vélik, hogy az embert születésétől fogva meghatározott anyagi (táplálkozási), bioenergiai (életerő), tudati (gondolkozási), örömet és boldogságot adó, valamint spirituális "burok" határozza meg. Az utóbbin Istenhez, a Kozmikus Tudathoz való viszonyulást értik. Úgy vélik, hogy a lélek – noha örökké létezőnek tartják – a születéssel, továbbá az élet során és a halállal mintegy rétegezetté válik. Az ájurvédikusok szerint ez a réteg elsősorban a tudat egyes rétegeiben, más szóval annak aspektusaiban nyilvánul meg. 
Ötféle kósát különbözetnek meg:
- Anna-maja kósa (táplálék burok vagy fizikai test)
- Prána-maja kósa (életerő burok vagy energetikai/vitális test)
- Manó-maja kósa (gondolati, érzelmi burok vagy mentális/pszichológiai test/réteg)
- Vidnyána-maja kósa (a megismerés burka, intellektuális tudás vagy kauzális test)
- Ánanda-maja kósa (tökéletes boldogság burka vagy üdvözült/szuprakauzális test)